# By på amtsniveau
En by på amtsniveau (市: pinyin: shì) er i kinesisk kontekst en politisk territorial enhed på tredje niveau i Folkerepublikken Kina, efter provins og præfekturneveau. 
I Folkerepublikken Kina er der to administrative inddelinger på højere niveauer end dette. Øverste inddeling er på provinsniveau, og næst øverste niveau er enheder på præfekturneveau. 
På det tredje niveau, som kaldes enheder på amtsniveau, er det også andre enheder med andre navne, som amter, autonome amter, bannere, autonome bannere og distrikter. 

## Byamtsregering
Da Det kinesiske kommunistparti er den centrale statsbærende regeringsinstitution i hele Fastlandskina, har ethvert territorialt politisk niveau en lokal partikomite. Der findes desuden en Folkeregering for byamtet. Ofte er der en betydelig overlapning af personkredsen i ledelsen for de to parallelle organisationer.